# Paul Kienberg
Paul Kienberg (ur. 15 października 1926 w Mühlberg/Elbe, zm. 5 października 2013 w Erfurcie) – generał porucznik Stasi.
Urodzony w żydowskiej rodzinie robotniczej, po ukończeniu szkoły ludowej 1941 był uczniem ślusarza, 1944 osadzony w obozie pracy. Od 1945 członek KPD, od grudnia 1949 w policji NRD, od 1950 pracownik Zarządu Ministerstwa Bezpieczeństwa Państwowego NRD w Brandenburgii, wkrótce przeniesiony do centralnego aparatu Stasi, do pracy w Wydziale VI. Od 1953 funkcjonariusz Wydziału V, 1955-1956 kierownik Referatu Wydziału V/1 Głównego Wydziału V MBP NRD, od marca 1956 do lutego 1959 szef Wydziału V/1 Głównego Wydziału V MBP NRD, od 1959 do marca 1964 zastępca szefa Głównego Wydziału V Stasi. Od marca 1964 p.o. szefa, a od 1 lipca 1965 do listopada 1989 szef Głównego Wydziału XX Stasi, 1963-1965 i 1966-1968 zaocznie studiował w Wyższej Szkole Prawniczej MBP w Poczdamie, w lutym 1965 mianowany pułkownikiem, w styczniu 1975 generałem majorem, a w lutym 1989 generałem porucznikiem, w styczniu 1990 zwolniony. Odznaczony Orderem Zasług dla Ojczyzny w Złocie (1973) i Orderem Scharnhorsta.